# Oedaleosia frontalis
Oedaleosia frontalis là một loài bướm đêm thuộc phân họ Arctiinae, họ Erebidae.